# Entre mujeres (obra de teatro)
Entre mujeres, posteriormente retitulada como Brujas, es una obra de teatro, de Santiago Moncada, estrenada en 1988.

## Argumento
Tras 25 años de separación, cinco mujeres, todas ellas antiguas alumnas de un colegio religioso, se reencuentran en casa de una de ellas, lo que les permitirá relatar su trayectoria vital y evocar su estancia en la escuela, percibida de modo distinto por cada una de ellas: Elena, la anfitriona, casada con un alto ejecutivo, Carlota, escritora bohemia, Luisa, prostituta de lujo, Hortensia, felizmente casada y Amelia, abogada con dificultades en su matrimonio.

## Representaciones destacadas
- Teatro Maravillas, Madrid, 29 de julio de 1988. Estreno.
  - Dirección: Jesús Puente
  - Intérpretes: Ana María Vidal, Licia Calderón, Paca Gabaldón, Esther Gala y Sara Mora.

- Teatro Atlas, Mar del Plata, 3 de enero de 1991. Bajo el título de Brujas. Siete años en cartel.[1]
  - Dirección: Luis Agustoni
  - Intérpretes: Thelma Biral, Susana Campos, Nora Cárpena, Moria Casán y Graciela Dufau.
    - Repuesta en 2000-2001, en 2010-2011 y en 2021-2025, con el mismo elenco, excepto Campos, sustituida por Leonor Benedetto en 2010, y excepto Campos y Dufau sustituidas por María Leal y Sandra Mihanovich en 2021.

- Teatro del Centro, Montevideo, 1992. Bajo el título de Brujas. 
  - Dirección: Hugo Blandamuro
  - Intérpretes: Silvia Kliche, Filomena Gentile, Graciela Rodríguez, Susana Sellanes y Lilián Anchorena.
    - Repuesta en 2009 con un nuevo elenco: Alexandra Moncalvo, Adriana Do Reis, Silvana Grucci, Laura Martínez y la sexóloga Carolina Villalba.[2]

- Polyforum Siqueiros, Ciudad de México, 1993[3]
  - Dirección: Marcos Miranda
  - Intérpretes: Rosa María Bianchi (Elena), Nuria Bages (Luisa), Macaria (Carlota), Silvia Mariscal (Hortensia) y Raquel Olmedo (Amelia).

- Teatro Cellarg, Caracas, 13 de julio de 2003. 
  - Intérpretes: Beatriz Valdés, Gledys Ibarra, Sonia Villamizar, Lourdes Valera y Eulalia Siso.
    - En la primera propuesta, en el año 1999, el elenco fue compuesto por Mimi Lazo, Beatriz Valdés, Haydée Balza, Carlota Sosa y Diana Volpe.
    - La obra estuvo en cartelera por 5 años. Al elenco se incorporaron: Amanda Gutiérrez, Fabiola Colmenares, Francis Romero y Violeta Alemán.

- Ciudad de México, 2009.
  - Dirección: José Solé
  - Intérpretes: Jacqueline Andere (Elena), Margarita Gralia (Luisa), Rebecca Jones (Carlota), Sylvia Pasquel (Hortensia) e Isaura Espinoza (Amelia).

- Teatro Muñoz Seca, Madrid, 2010. Reestreno bajo el título de Brujas.
  - Dirección: Manuel Galiana
  - Intérpretes: Carla Duval (Elena), Juncal Rivero (Luisa), Arancha del Sol (Carlota), Lara Dibildos (Hortensia) y Cristina Goyanes (Amelia).

- Flamingo Theater, Miami, 31 de octubre de 2014. 
  - Intérpretes: Elizabeth Gutiérrez, Ana Karina Manco, Karla Monroig, Roxana García y Angélica Castro.
  - Productora ejecutiva: Gaby Espino
  - Dirección: Beatriz Valdés
- Teatro Nacional Eduardo Brito, Santo Domingo, 2012. Bajo el título de Brujas, Somos Todas.
  - Dirección: Germana Quintana
  - Productora ejecutiva: Atrévete, SRL
  - Intérpretes: Gianni Paulino, Lidia Ariza, Yamilé Schecker, Elvira Taveras y Mildred Quiroz.

- Mecenas Café, Centro Cultural Mirador, Santo Domingo, 2020, bajo la adaptación libre de Gianni Paulino se presenta bajo el título de MIMOSAS, en la modalidad de teatro al aire libre
  - Dirección: Germana Quintana
  - Productora ejecutiva: Atrévete, SRL
  - Intérpretes: Gianni Paulino, Lidia Ariza, Elvira Taveras y Giamilka Román.

- Teatro Marsano, Lima, 2023. Bajo el título de Brujas.[4]
  - Dirección: Jorge Villanueva
  - Producción general: Makhy Arana
  - Intérpretes: Yvonne Frayssinet, Pilar Brescia, Camucha Negrete, Teddy Guzmán y Martha Figueroa.